# Chu Chiên
Chu Chiên (chữ Hán: 朱㮵; 6 tháng 2 năm 1378 – 23 tháng 8 năm 1438), được biết đến với tước hiệu Khánh Tĩnh vương (慶靖王), là hoàng tử của Minh Thái Tổ Chu Nguyên Chương, hoàng đế đầu tiên của nhà Minh.

## Cuộc đời
Chu Chiên sinh ngày 9 tháng 1 năm Hồng Vũ thứ 11 (1378), là hoàng tử thứ 16 của Minh Thái Tổ, mẹ là Dư phi (余妃), không rõ lai lịch. Năm thứ 24 (1391), ông được phong làm Khánh vương (慶王).
Năm Hồng Vũ thứ 25 (1392), Khánh vương Chu Chiên dự tính đến thái ấp ở Ninh Hạ, nhưng vì lương thực và tiền của không đủ cho chuyến đi nên Thái Tổ lệnh cho ông trú tạm ở Ngụy Châu (nay thuộc Khánh Dương, Cam Túc). Ba năm sau (1395), Chu Chiên nhận lệnh quản lý quân đội ở Khánh Dương, Diên An và Tuy Đức.
Năm thứ 30 (1397), Chu Chiên mới chính thức đặt chân đến Ninh Hạ. Trong suốt thời gian ở ngôi của mình, Chu Chiên lập nhiều công lớn trong việc kiểm soát biên giới, biên soạn biên niên sử Ninh Hạ, quản lý ruộng đất và mở nhiều lớp học.
Bản thân Chu Chiên là người uyên bác, đa tài, giỏi thơ văn, thư pháp nên đã tập hợp được nhiều thi nhân sang Ninh Hạ. Chu Chiên còn là một sử gia, và đã ghi chép nhiều về lịch sử của vương triều Tây Hạ. Ông tính tình trung thực và hiếu thảo nên rất được lòng vua anh Minh Thành Tổ.
Năm Chính Thống thứ 3 (1438), ngày 3 tháng 8 âm lịch, Khánh vương Chu Chiên qua đời, thọ 61 tuổi, thụy là Tĩnh (靖). Năm thứ 4 (1439), Chu Chiên được an táng tại khu vực huyện Đồng Tâm, Ngô Trung ngày nay.

## Gia quyến

### Thê thiếp
- Khánh Vương phi Tôn thị (孙氏), con gái của Đô chỉ huy sứ Tôn Kế Đạt, phong Vương phi năm Hồng Vũ thứ 27 (1394).[2] Kế Đạt còn một người con gái cũng gả làm con dâu của Thái Tổ, là Túc Vương phi Tôn thị, chính thất của Túc Trang vương Chu Anh.
- Thứ phi Thang thị (次妃湯氏), Nhị phi, vị trí chỉ sau Tôn Vương phi, mất năm Thành Hóa thứ 6 (1470).[3]
- Nhiều thứ phi khác.

### Hậu duệ
Chu Chiên có 6 con trai và 4 con gái, nhưng cả 4 người con gái đều vắn số chết yểu.
1. Chu Dật Huỳnh (朱秩熒; 1405 – 1455), con của thứ thiếp nên không được tập tước Khánh vương,[4] tước phong Chân Ninh Quận vương (真寧郡王王), thụy Trang Huệ (莊惠).
2. Chu Dật Đào (朱秩燾; 1413 – 1421), tước phong Tĩnh Ninh Quận vương (靜寧郡王王), chết yểu.
3. Chu Dật Đông (朱秩炵; 1415 – 1491), mẹ là thị thiếp Lưu thị (劉氏),[5] tước phong An Hóa Quận vương (安化郡王), thụy Huệ Ý (惠懿). Cháu đích tôn của ông là Chu Trí Phiên nổi dậy, tạo nên cuộc nổi loạn của An Hóa vương.
4. Chu Dật Khuể (朱秩煃; 1415 – 1469), mẹ là Thang Thứ phi, tập tước Khánh Khang vương (慶康王).[4]
5. Chu Dật Luyện (朱秩炵; 1415 – 1436), mẹ là thị thiếp Hà thị (劉氏),[6] tước phong Kỳ Sơn Quận vương (岐山郡王), thụy Điệu Trang (悼莊). Không con cái.
6. Chu Dật Quýnh (朱秩炅; 1427 – 1473), mẹ là thứ phi Ngụy thị (魏氏),[7] tước phong An Tắc Quận vương (安塞郡王), thụy Tuyên Tĩnh (宣靖).

## Khánh vương thế hệ biểu
| Tước hiệu                        | Họ tên                 | Quan hệ                          | Tại vị          | Ghi chú |
| -------------------------------- | ---------------------- | -------------------------------- | --------------- | --- |
| Khánh Tĩnh vương (慶靖王)        | Chu Chiên (朱㮵)       | Hoàng tử thứ 16 của Minh Thái Tổ | 1391 – 1438     | Năm Hồng Vũ thứ 24 (1392) phong Vương, năm Chính Thống thứ 3 (1438) qua đời, thọ 61 tuổi. |
| Khánh Khang vương (慶康王)       | Chu Dật Khuể (朱秩煃)  | Con trai thứ tư của Chu Chiên    | 1439 – 1469     | Năm Chính Thống thứ 4 (1439) tập phong, qua đời Thành Hoá thứ 5 (1469), thọ 55 tuổi. |
| Khánh Hoài vương (遼懷王)        | Chu Thúy Ủng (朱邃𡓱)  | Con trai trưởng của Dật Khuể     | 1471 – 1479     | Nguyên là Quận vương, năm Chính Thống thứ 7 tập phong, qua đời năm thứ 15 (1479), hưởng dương 35 tuổi, không con nối dõi. |
| Khánh Trang vương (遼莊王)       | Chu Thúy Bính (朱邃塀) | Con trai thứ hai của Dật Khuể    | 1481 – 1491     | Nguyên là Quận vương, năm Chính Thống thứ 17 (1481) tập phong, năm Hoằng Trị thứ 4 (1478) qua đời, thọ 44 tuổi. |
| Khánh Cung vương (遼恭王)        | Chu Trí Thúc (朱寘錖)  | Con trai trưởng của Thúy Bính    | 1494 – 1498     | Nguyên là Quận vương, năm Hoằng Trị thứ 7 (1494) tập phong, năm thứ 11 (1498) qua đời, hưởng dương 24 tuổi. |
| Khánh Định vương (遼定王)        | Chu Di Hoành (朱台浤)  | Con trai trưởng của Trí Thúc     | 1503 – 1525     | Năm Hoằng Trị thứ 16 tập phong, bị phế làm thứ dân năm Gia Tĩnh thứ 4 (1525) do trước đây trong cuộc nổi loạn của An Hóa vương, Di Hoành dùng lễ quân thần với Trí Phiên. Qua đời năm thứ 30, thọ 60 tuổi. Con trai tập phong nên Di Hoành mới được truy phục tước vị.   |
| Kiêm nhiếp Khánh vương phủ       |                        |                                  |                 | |
| Củng Xương Quận vương (鞏昌郡王) | Chu Trí Châu (朱寘銂)  | Con trai thứ hai của Thúy Bính   | 1527 – 1532     | Quán xuyến công việc của vương phủ khi cháu là Di Hoành bị phế. Trí Châu thông đồng với các nội quan trong phủ cắt giảm lương bổng của các thành viên trong gia đình Di Hoành, lại còn thông dâm với Vương thị (góa phụ của Khánh vương Thúy Ủng), bị truất làm thứ dân. |
| Tước vị tiếp tục được tập phong  |                        |                                  |                 | |
| Khánh Huệ vương (遼惠王)         | Chu Tỉ Phương (朱鼒枋) | Con trai thứ hai của Di Hoành    | 1552 – 1574     | Năm Gia Tĩnh thứ 31 (1552) tập phong, qua đời năm Vạn Lịch thứ 2 (1574), thọ 55 tuổi. |
| Khánh Tĩnh vương (慶靖王)        | Chu Nghê Quý (朱倪𤏳)  | Con trai trưởng của Tỉ Phương    | 1577 – 1588     | Năm Vạn Lịch thứ 5 (1552) tập phong, qua đời năm thứ 16 (1588), không rõ bao nhiêu tuổi. |
| Khánh Hiến vương (慶憲王)        | Chu Thân Vực (朱伸域)  | Con trai trưởng của Nghê Quý     | Truy phong      | Quản lý vương phủ sau khi cha qua đời, chưa kịp nhận sách phong thì qua đời năm thứ 19 (1591), không rõ bao nhiêu tuổi. Em là Trấn Nguyên Quận vương (con thứ hai của Nghê Quý) quán xuyến công việc của vương phủ, mất năm Thiên Khải thứ 2 (1622).                     |
| Khánh vương (慶王)               | Chu Soái Tân (朱帥鋅)  | Con trai thứ hai của Thân Vực    | 1595 – sau 1639 | Tập phong năm Vạn Lịch thứ 23 (1591), không rõ mất năm nào. |
| Khánh vương (慶王)               | Chu Trác Hạc? (朱倬㴶) | Con trai thứ hai của Soái Tân    | ? – 1644        | Không rõ tập phong năm nào, năm Sùng Trinh thứ 17 (1644), Ninh Hạ thất thủ thì bị giết, chấm dứt dòng Khánh vương. |